# Белая (Ямпольский район)
Белая (укр. Біла, пол. Biała) — село на Украине, находится в Ямпольском районе Винницкой области.
Код КОАТУУ — 0525681602. Население по переписи 2001 года составляет 890 человек. Почтовый индекс — 24505. Телефонный код — 4336.
Занимает площадь 2,966 км².

## Религия
В селе действует храм святой Марии Магдалины Ямпольского благочиния Могилёв-Подольской епархии Украинской православной церкви.

## Адрес местного совета
24545, Винницкая область, Ямпольский р-н, с. Гальжбиевка, ул. Урсол, 2